# Raión de Kursk
El raión de Kursk (ruso: Ку́рский райо́н) es un distrito administrativo y municipal (raión) ruso perteneciente a la óblast de Kursk. Se ubica en el centro de la óblast. Su sede administrativa es la capital regional Kursk, que se enclava en el centro-oeste del raión sin formar parte del mismo, ya que está constituida como un ókrug urbano aparte.
En 2021, el raión tenía una población de 54 521 habitantes.
Aunque el raión incluye diversas áreas periféricas de la capital regional, formalmente su territorio es completamente rural, ya que no contiene ninguna localidad oficialmente clasificada como urbana. La localidad más poblada del raión es el posiólok Márshala Zhúkova (en el selsovet de Kliukva), que hasta 2014 era la sede administrativa distrital.

## Subdivisiones
Comprende 191 localidades rurales. A efectos de autogobierno local (descentralización), se agrupan en diecisiete asentamientos rurales, que reciben el nombre tradicional de selsovet (сельсовет), y que son los siguientes:
- Besédino
- Brézhnevo (sede del ayuntamiento en Verjnekasinovo)
- 1-e Vínnikovo
- Voroshnevo
- Kamyshí
- Kliukva (sede del ayuntamiento en Dólgoye)
- Lebiazhye (sede del ayuntamiento en Cheriómushki)
- 1-ya Mokvá
- Nízhniaya Medvéditsa (sede del ayuntamiento en Vérjniaya Medvéditsa)
- Novoposelénovka (sede del ayuntamiento en 1-e Tsvetovo)
- Nozdrachevo
- Páshkovo (sede del ayuntamiento en Chaplýguina)
- Polevaya
- Polianskoye
- Rýshkovo
- Bolshoye Shumakovo
- Shchetinka

El actual mapa de autogobierno local data de varias fusiones de ayuntamientos que tuvieron lugar en 2010. Sin embargo, a efectos de división territorial de los órganos internos federales y de la óblast (desconcentración), se sigue dividiendo en los veintiún gobiernos locales que se habían definido en 2004, y que crearon sus ayuntamientos conforme a dicho mapa en 2006. Los cuatro selsovety que siguen existiendo como áreas administrativas, pero desde 2010 sin ayuntamiento, son:

- "Shemiákino" (integrado en Nízhniaya Medvéditsa)
- Troitsa (integrado en Besédino)
- Muravlevo (integrado en Polevaya)
- Verjnekasinovo y Brézhnevo también formaban ayuntamientos separados